# Stauffer zu Ehrenfels

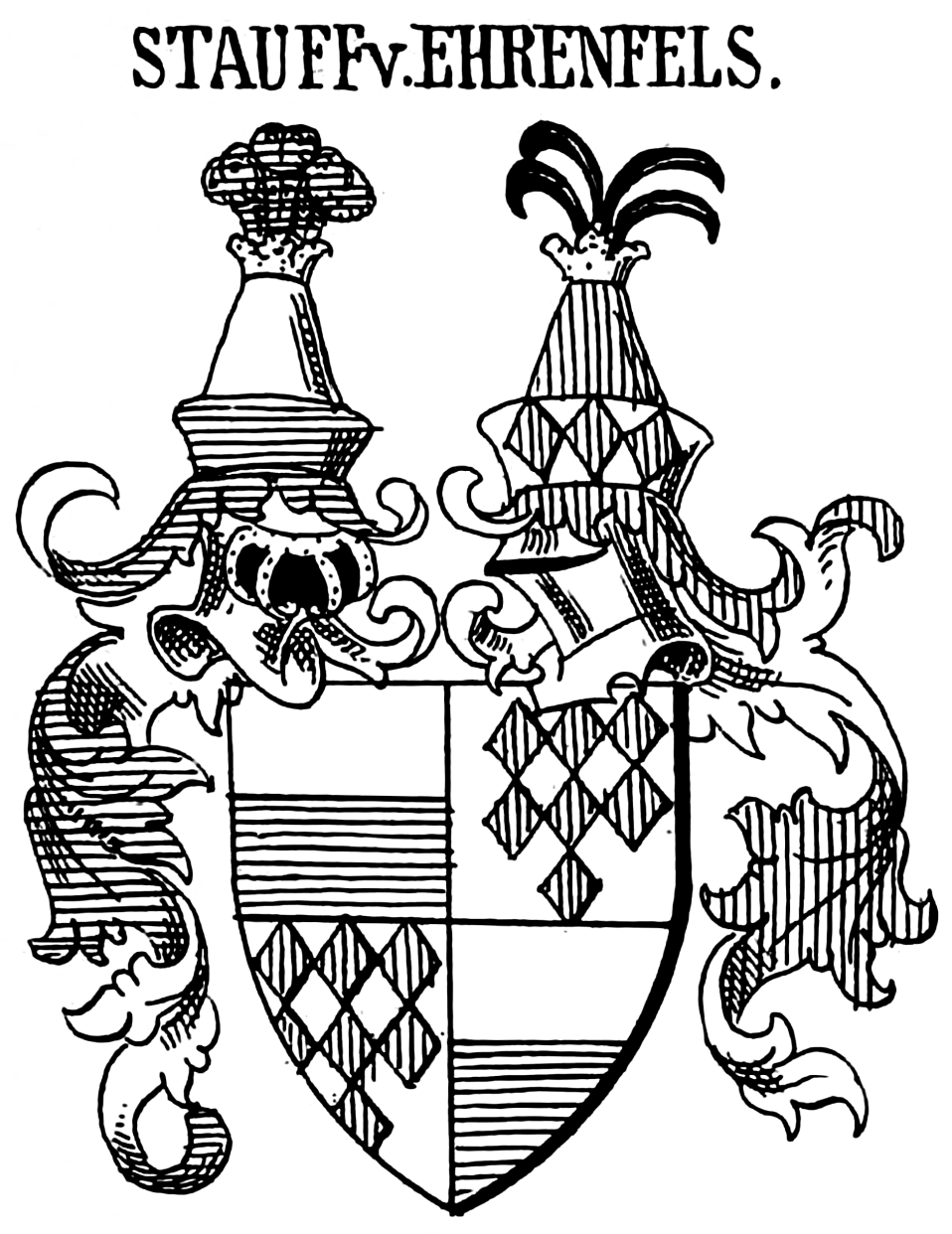
Wappen der Stauffer von Ehrenfels

Die Stauffer zu Ehrenfels waren ein edelfreies Oberpfälzer Geschlecht. Zuerst in Reichsdiensten tätig, nehmen sie ab Mitte des 14. Jahrhunderts verschiedene Dienste für die Wittelsbacher wahr. Obwohl sie an dem Böckler- und Löwlerbund, einem Aufstand gegen Herzog Albrecht IV. beteiligt waren, blieben sie im Dienst der bayerischen Herzöge. Sie erlangen unumschränkte Herrschaftsrechte in der Herrschaft Ehrenfels. Mit der Hinrichtung des Hieronymus von Stauff 1516 setzt der gesellschaftliche und wirtschaftliche Abstieg der Familie ein. Ihre Landeshoheit betonen sie nochmals, als sie 1521 das Luthertum in der Gemeinde Beratzhausen einführen und somit die erste evangelische Gemeinde im Deutschen Reich schaffen.
Zeitweise in ihrem Besitz war die Burg Ehrenfels, Burg Stauf, Burg Falkenstein, Schloss Triftlfing, Burg Schrotzhofen, Köfering und Schloss Dieterskirchen. Nach dem Verkauf der Herrschaft Ehrenfels im Jahre 1568 verstarb mit Johann Bernhard von Stauff der letzte Stauffer von Ehrenfels 1598.
Diese Adelsfamilie nennt sich ursprünglich Stauf(f), die Bezeichnung Stauffer wurde von Robert Dollinger eingeführt; die von ihm wiederbelebte alte Schreibweise von Er(e)nfels konnte sich hingegen nicht durchsetzen. Sie waren nicht mit dem schwäbischen Herzogshaus und römisch-deutschen Kaiserhaus der Staufer verwandt.

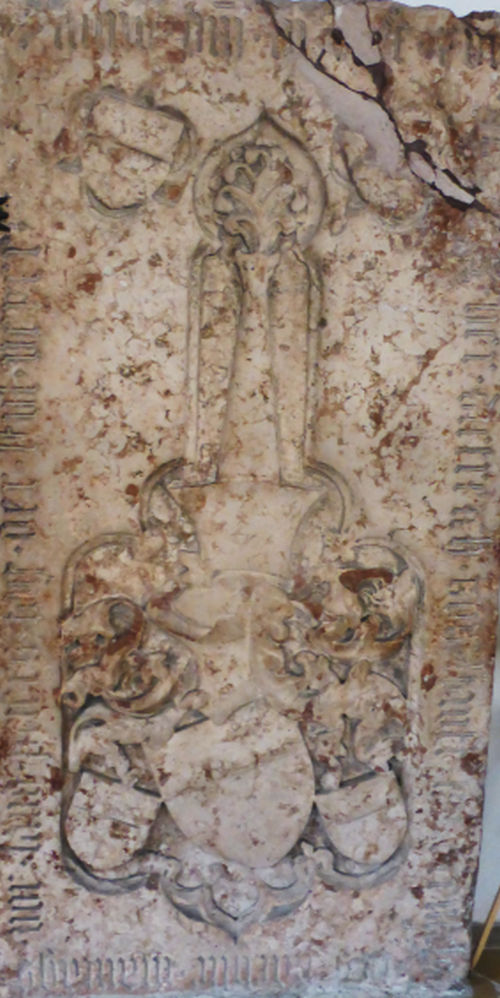
Grabplatte des Dietrich von Stauff zu Ehrenfels, † 1417

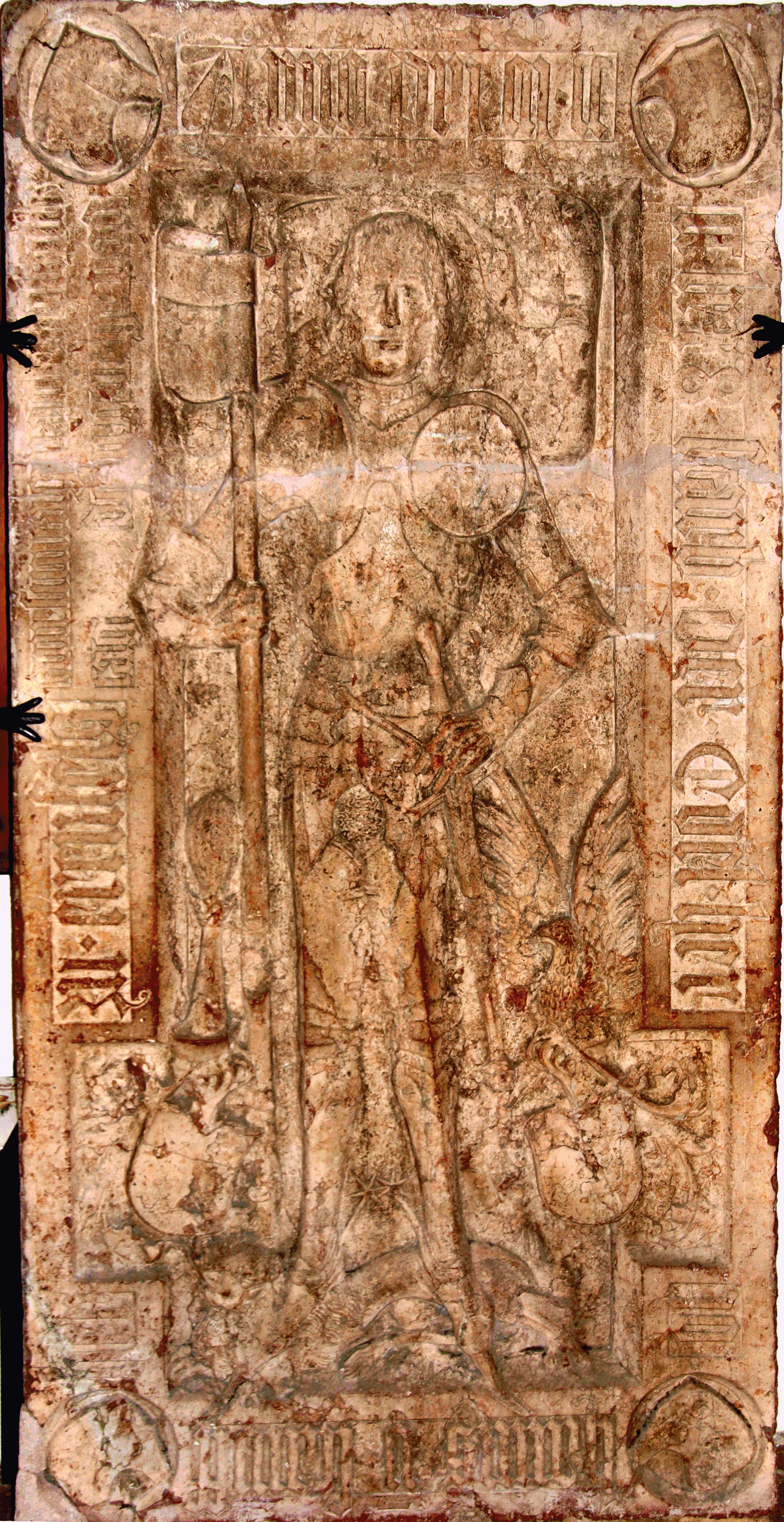
Grabstein für Johann von Stauff zu Ehrenfels, † 1478; der Ritter wird in einer gotischen Plattenrüstung, stehend auf einem Löwen, dargestellt; die Arbeit wird der Werkstatt des Regensburg Dombaumeisters Konrad Roritzer zugeschrieben

## Geschichte
Dietrich III. von Stauff zu Stein († 1380) war der erste des Geschlechts, das als Nachfolger der Ehrenfelser auf Burg Ehrenfels auftrat und der bayerischer Rat ist. Am 23. August 1335 wurde ihm von Kaiser Ludwig dem Bayern die Burg Ehrenfels verliehen. Er behielt sich aber die zur Burg Stauf gehörenden Mannlehen vor und so blieb der Besitz um Stauf im Eigentum der Familie.
1390 verstarb Wilhelm von Stauff, der Sohn des Dietrichs. 1398 stifteten die Brüder Ulrich, Heinrich und Albert von Stauff zu Ehrenfels im Regensburger Dom eine dem Heiligen Laurentius und dem Heiligen Florinus geweihte Kapelle als Grablege für ihre Familie. 1401 war Ulrich von Stauff († 1404) als Rat im Dienst von König Ruprecht. 1402–1404 nahm Heinrich Stauff an dem wenig erfolgreichen Lombardischen Feldzug König Ruprechts teil. Ab dem 6. Mai 1408 organisierte Dietrich Stauff zu Ehrenfels zusammen mit dem Regensburger Bürgermeister Heinrich Notthafft von Wernberg und anderen Rittern ein Turnier unter Anwesenheit der bayerischen Herzöge Stefan, Wilhelm und Heinrich. Neben Dietrich Stauff nahmen auch Heinrich und Hans Stauffer teil. Dietrich (II.) von Stauff zu Erenfels quittierte 1410 dem Burggrafen von Nürnberg Friedrich I. den Erhalt von 2000 Gulden, die er auf Stauff innegehabt hat, „und waz mir richter, pütel und ander zuletzt doselbst in dem zu Stauff gelub oder handlung gethan haben, der sag ich sie quid, ledig und los“.
Die Stauffer von Ehrenfels waren immer wieder in Händel mit der Stadt Regensburg verwickelt, so etwa 1402 als Dietrich von Stauff der Jüngere († 1417) mit seinen Verbündeten gegen Regensburg vorging. Hans I. von Stauff zu Ehrenfels erhoben rechtmäßige Geldforderungen gegen Regensburg und gerieten in eine offene Auseinandersetzung mit der Reichsstadt; städtische Truppen eroberten 1417 die Burg Ehrenfels und nahmen Dietrich III. von Stauff gefangen. Auf Kosten der Stadt musste die Burg nach neuesten fortifikatorischen Gesichtspunkten durch Dombaumeister Wenzel Roritzer wieder instand gesetzt werden. Heinrich Stauff, 1387 Pfleger in Altmannstein, 1399 Richter zu Abensberg, verstarb 1418. In diesem Jahr verlieh König Sigismund den Stauffern zu Ehrenfels die zur Herrschaft Ehrenfels zugehörigen Reichslehen, mit denen die Stauffer in der Folge immer wieder belehnt wurden. 1430 wurde ihnen von König Sigismund neben dem Blutbann und dem Wildbann auch das Bergrecht bestätigt; 1440 wurde dies auch von König Friedrich III. bestätigt.
1426 war Hans von Stauff Beisitzer in einem von König Sigismund bestätigten Gericht über die Auseinandersetzungen zwischen den Wolfsteinern und den Kamerauern. 1428 erhielt Dietrich von Stauff Burg Falkenstein. Am 19. April 1432 kauften Dietrich und Albert von Stauff den Markt Beratzhausen und umliegende Güter von Hadamar V. von Laaber. Beratzhausen scheint hier erstmals als Markt auf.
Am 21. November 1434 nahm Dietrich Stauff zu Ehrenfels an dem Ritterturnier in Regensburg teil. 1442 erhielt er einen Preis bei dem Turnier in Nürnberg, vom 13. bis 15. Mai 1442 richtete er ein Stechen in Regensburg aus. 1444 war er Vizedom von Straubing.
Hans von Stauff, Ritter zu Ehrenfels wurde 1439 Pfleger im Gericht Kelheim. 1444 fungiert Hans von Stauff, Ritter zu Freystadt als Landrichter von Hirschberg. Am 2. April 1449 brach er zusammen mit Hans Truchseß von Walburg, Martin Satterboger zu Lichteneck und Jörg von Seybelsdorf zu einer Pilgerreise nach Jerusalem auf, von der sie im Dezember 1449 wieder zurückkehrten. Am 15. Februar 1452 nahm er an einem Turnier in Landshut teil, das anlässlich der Hochzeit von Herzog Ludwig von Bayern-Landshut mit Amalia, Tochter der Kurfürsten Friedrich II. von Sachsen, abgehalten wurde.
Nach dem Tod von Dietrich von Stauff 1454 kam es zu einer Erbteilung, Hans III. von Stauff erhielt die Herrschaft Ehrenfels, sein Bruder Ulrich von Stauff die Hofmark Sünching. Ulrich von Stauff verstarb 1472; er hatte bei dem Buchmaler Berthold Furtmeyr ein in deutscher Sprache abgefasstes Altes Testament in Auftrag gegeben.
Am 20. März 1465 wurden die Stauffer von Ehrenfels von Kaiser Friedrich III. in den erblichen Reichsfreiherrenstand erhoben. In der Urkunde werden die Brüder Hans und Ulrich sowie deren Vetter Albrecht und Wilhelm genannt. Damit übten die Stauffer von Ehrenfels die Landeshoheit über ihre Gebiete mit allen Rechten aus; sie erhielten auch das Recht, mit rotem Wachs zu siegeln.
1466 gründeten unter Führung der Stauffer und Degenberger bayerische Adelige den Böcklerbund mit dem Ziel, den christlichen Glauben gegen die Hussiten zu verteidigen und die Rechte der Adeligen zu wahren. In der Gründungsurkunde werden Johann von Stauff, Herr auf Ehrenfels, Albrecht und Ulrich (V.) von Stauff († 1472) genannt. Ulrich (V.) von Stauff war verheiratet mit Clara Hofer; über sie kamen die Hofmarken Sünching ab 1448 und Triftlfing an die Stauffer. Hans III. von Stauff wurde in 1466 zum Viztum von Straubing (1466–1477) ernannt, seit 1467 gehörte er auch dem Rat von Herzog Albrecht IV. an. 1467 erklärte der Herzog den Böcklerbund für aufgelöst. Es folgten der Böcklerkieg und die Niederschlagung des Aufstandes. Hans III. von Stauff verstarb 1478.
Am 10. Februar 1479 nahm Bernhardin I. von Stauff zu Ehrenfels an einem Turnier der fränkischen Ritterschaft in Würzburg teil. 1480 wurde er Viztum zu Straubing (1480–1489). In diesem Jahr war er auch Teilnehmer am Turnier der Ritterschaft des Rheinstroms in Mainz; aus den Wettkämpfen ging er als einer der vier Sieger hervor. 1484 traf man ihn zusammen mit seinem Bruder Hans von Stauff bei einem Turnier der bayerischen Ritterschaft in Ingolstadt. 1485/86 wandte sich die Reichsstadt Regensburg von Kaiser Friedrich III. ab und unterstellte sich der bayerischen Landeshoheit. Bernhardin I. von Stauff zu Ehrenfels übernahm als Viztum nun auch die innerstädtischen Angelegenheiten. 1486 heiratete er Katharina von Törring. 1489 gehörten Bernhardin I. von Stauff zu Ehrenfels und sein Bruder Hans Stauff zu Sünching zu den Gründungsmitgliedern des Löwlerbundes. Am 13. Dezember 1491 legte er seine Geschäfte als Viztum nieder, um nicht mit den Interessen des Löwlerbundes in Konflikt zu geraten. Nachdem Kaiser Friedrich III. die Reichsacht über Regensburg verhängt hatte, befahl Bernhardin I. von Stauff zu Ehrenfels am 13. Dezember 1491 die Plünderung von Dörfern bei Hemau und Kallmünz. die Beute und die Gefangenen wurden auf die Burg Ehrenfels gebracht. Ende Dezember 1491 wurde von Herzog Albrecht IV. der Hofmarksitz Sünching und die Burgen von Köfering, Triftling und Flügelsberg zerstört. Hans von Stauff zu Sünching floh nach Landshut, um bei Herzog Georg dem Reichen um Vermittlung im Löwlerkrieg zu bitten.
Hieronymus von Stauff zu Sünching war 1500 in einen Regensburger Mordfall verwickelt. Die Brüder Hieronymus und Bernhardin von Stauff beschlossen 1500, jährlich eine festgesetzte Summe für den Wiederaufbau der Burg Ehrenfels zu verwenden, die von Herzog Albrecht IV. wegen der Beteiligung der Stauffer am Löwlerbund belagert und am 23. Januar 1492 eingenommen wurde. Nach der Aussöhnung verlieh Herzog Albrecht IV. den Brüdern das Schloss Triftlfing im Pfleggericht Haidau und die Hofmark Schrotzhofen (heute Teil von Beratzhausen).
1503/04 war Bernhardin von Stauff Pfleger von Ingolstadt, er unterstützte Herzog Albrecht IV. im Landshuter Erbfolgekrieg und wurde zum Hauptmann ernannt. 1504 sprach Kaiser Maximilian I. nach dem Ende des Landshuter Erbfolgekrieges Bernhardin von Stauff, Hans Caspar von Westerstetten und dem königlichen Sekretär Johann Rainer alle Güter des verstorbenen Pfalzgrafen Ruprecht zu, die sich in Regensburg befanden. Der Stadtrat verweigerte jedoch die Herausgabe und die Streitigkeiten zogen sich jahrelang hin.
1505 tauschten die Brüder Hieronymus und Bernhardin von Stauff mit Herzog Albrecht Güter im Amt Hemau, sie erhielten das Recht der Jagd und des Wildbanns bis zur Naab, es gelang ihnen auch die Herauslösung ihrer Herrschaft aus den Landgerichten Hirschberg und Burglengenfeld und ließen sich auch das Bergregal bestätigen.
1507 wurde Bernhardin I. von Stauff Vitztum von Landshut. Er verstarb 1508 und Hieronymus wurde Vormund seiner Kinder und wieder Herr auf Ehrenfels. Nach dem Tod von Herzog Albrecht IV. am 18. März 1508 wurde Bernhardin II. von Stauff Vormund der Kinder des Herzogs. 1512 veranlasste Hieronymus von Stauff zu Ehrenfels den Regensburger Stadtrat zur Herstellung von zwei kostspieligen Glasbildern mit den Darstellungen des hl. Petrus und des Regensburger Stadtwappens für die Beratzhausener Kirche. Am 29. Februar 1512 wurde Bernhardin II. von Stauff als Teilnehmer eines Gesellenstechens zwischen Herzog Wilhelm IV. von Bayern-München und weiteren Adeligen. 1514 bestätigte Kaiser Maximilian I. dem Hieronymus von Stauff den 1505 getätigten Gütertausch, von Herzog Albrecht IV. erhielt er für seine Verdienste Burg Falkenstein und Markt Falkenstein mit allen Rechten. Am 25. Februar 1515 nahm Bernhardin II. von Stauff an einem von Herzog Wilhelm IV. veranstalteten Turnier teil. Am 22. Juli 1515 nahm Hieronymus von Stauff an einem Turnier in Wien teil, das anlässlich der Doppelvermählung der Enkel Kaiser Maximilians I. stattfand.
1516 stand Hieronymus von Stauff bei der Aussöhnung zwischen den beiden Wittelsbacher Brüdern Ludwig X. und Wilhelm IV. auf der Seite Ludwigs. Zum Dank dafür erhielt er die Vogtei über das Dorf Helkoven im Gericht Haidau. Nach der Aussöhnung der beiden Brüder wurde Hieronymus von Stauff beschuldigt, die Ursache des Zwistes der Brüder gewesen zu ein; er wurde angeklagt und als Hochverräter am 8. April 1516 in Ingolstadt hingerichtet. Die Burg Ehrenfels kam an Bernhardin II. von Stauff, seine Herrschaft musste er mit seinem Vetter Johann Rupprecht zu Köfering teilen, auch seine Geschwister musste er auszahlen, für die Schuldentilgung musste er Güter verkaufen und schwächte dadurch seine Herrschaft.
1521 trat Bernhardin II. von Stauff zur lutherischen Lehre über und stellt einen evangelischen Pfarrer in Beratzhausen ein. Viele Regensburger Bürger besuchten daraufhin die Gottesdienste zu Beratzhausen. Am 3. Mai 1521 nahm er am Wormser Reichstag teil und erhielt dazu von Kaiser Karl V. einen Schutzbrief für freies Geleit. 1523 waren die Freiherrn von Stauff an dem Fastnachts-Turnier in Regensburg vertreten. Argula von Grumbach, die Tochter des Bernhardin I. von Stauff wurde durch ihren Briefwechsel zwischen 1522 und 1524 mit Martin Luther berühmt. Sudonia († 1516), die Tochter des Hieronymus von Stauff und Kanonissin im Benediktinerkloster Obermünster, trat aus dem Kloster aus und heiratete Georg von Parsberg zu Lupburg. 1530 war Paracelsus Gast der Stauffer und arbeitete hier an seinen Werken Opus Paragranum und den Prognostiken. Bernhardin II. von Stauff geriet wegen des Klosters Pielenhofen in Auseinandersetzungen mit Ottheinrich; die Pfleger von Hemau, Laaber und Kallmünz forderten ein Feldgeschütz an, um die Festung Ehrenfels zu überwinden.
Ab 1542 war Johann Ruprecht von Stauff zu Köfering im Besitz der Herrschaft Ehrenfels. Dieser verstarb 1550. Als Vormünder seines Sohnes Johann Bernhard von Stauff wurden Hans Leonhard Bocksteiner und Haug (2) von Parsberg ernannt.
Am 18. April 1542 ließ Bernhardin II. von Stauff in seiner Residenz zu Regensburg (Schwarze Bärenstraße 2, Ehrenfelser Hof mit Galluskapelle) einen öffentlichen Gottesdienst durch seinen Prediger Leopold Moser abhalten. Am 14. Oktober 1542 wurde die Reformation offiziell in Regensburg eingeführt; der Theologe Johann Forster leitete zusammen mit dem Prediger Erasmus Zoller und dem Staufferischen Hofgeistlichen Leopold Moser die Festlichkeiten in der Neupfarrkirche. 1564 tätigte Anna Schlick von Passau(n)  und Gattin des Gramaflanz von Stauff zu Ehrenferls auf Köfering eine Stiftung für das evangelische Alumnat und das Gymnasium poeticum zu Regensburg.
Wegen hoher Verschuldung musste Johann Bernhard von Stauff, Freiherr von Erenfels, die Reichsherrschaft Ehrenfels an die Pfalz-Neuburger Landschaft verkaufen; über diese kam sie 1574 an den Pfalzgrafen Philipp Ludwig. Johans Bernhard von Stauff zu Ehrenfels auf Dieterskirchen und Pottenbrunn zog sich auf seine Güter in Regensburg und auf Schloss Dieterskirchen zurück. Er verstarb am 11. März 1598 als Letzter seines Namens und seines Geschlechts. Seine Tochter Susanna, verehelicht mit Albrecht von Wildenstein, versuchte vergeblich, das Erbe der Stauffer an sich zu ziehen; es verblieb beim Herzogtum Pfalz-Neuburg. Das Wappen der Stauffer verlieh Kaiser Ferdinand III. nach dem Erlöschen dieser Familie am 16. Januar 1644 an Johann Hector Schad, Freiherr von Mittelbiberach, Statthalter und Domdechant des Stiftes Passau.
Die Erben von Joachim und Degenhart von Stauf, Freiherrn von Ehrenfels aus der Sünchinger Linie, verkauften 1573 Schloss und Hofmark Sünching an Georg Ludwig von Seinsheim.

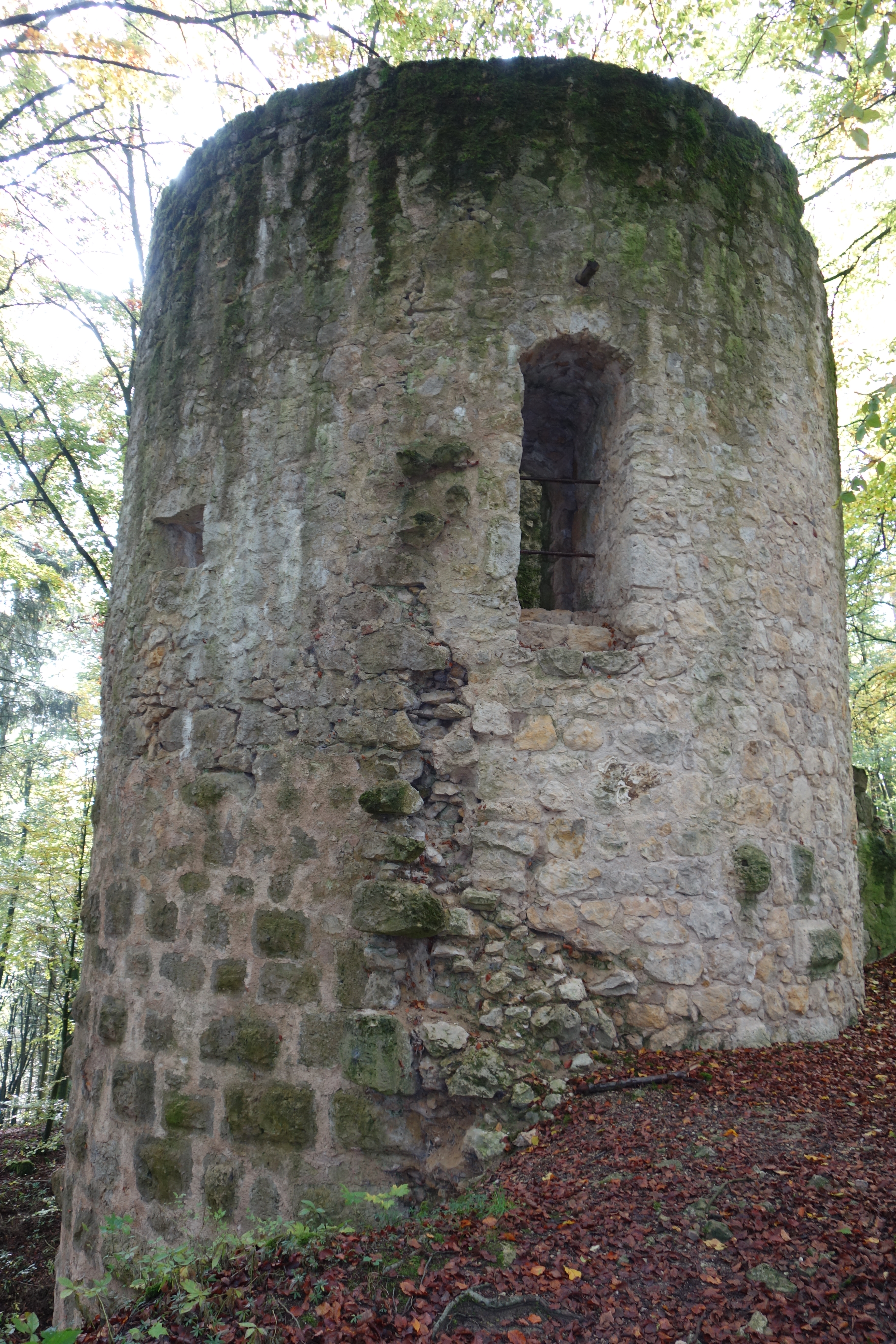
Burgruine Ehrenfels
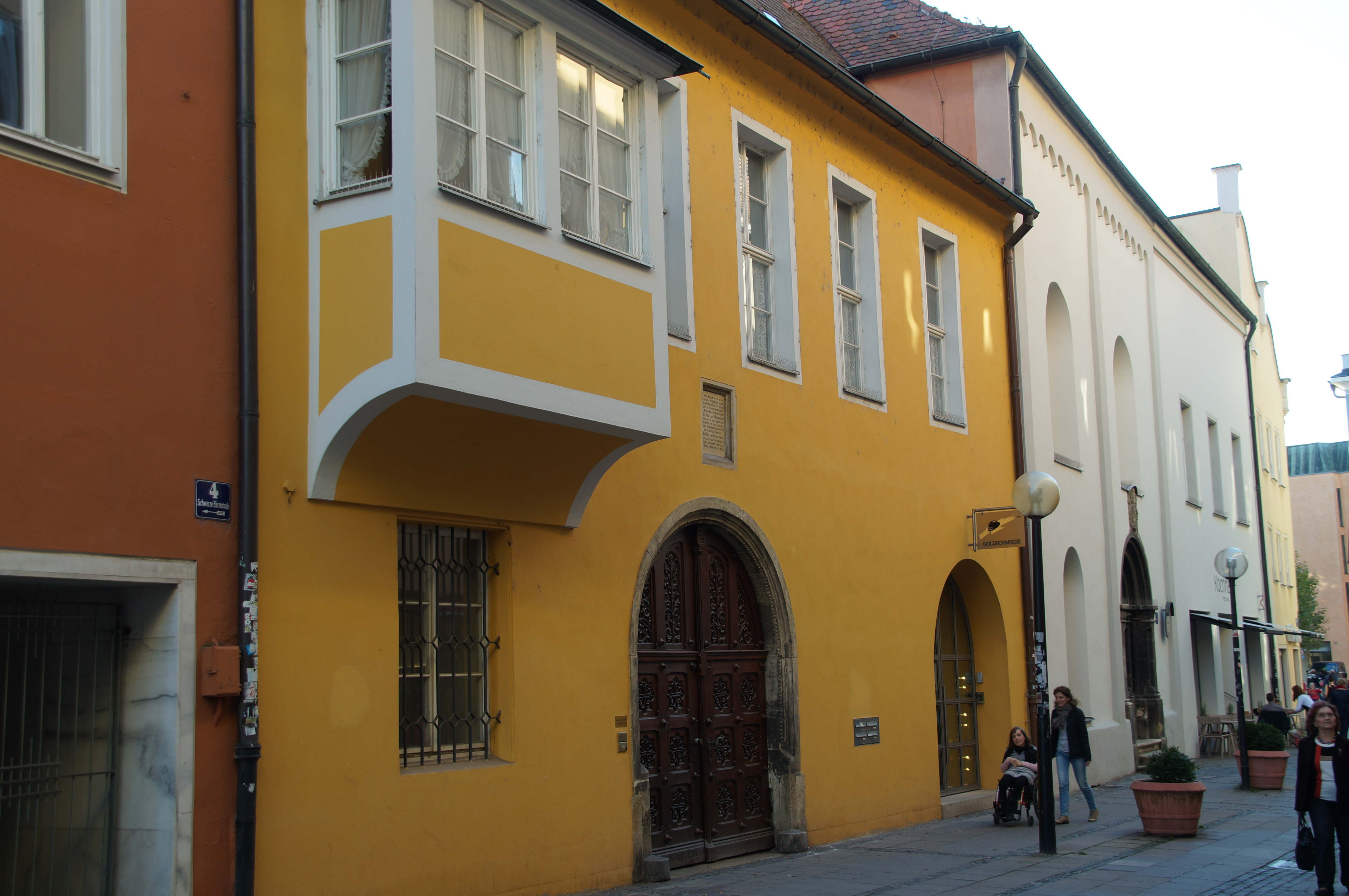
Ehrenfelser Hof mit Galluskapelle in Regensburg
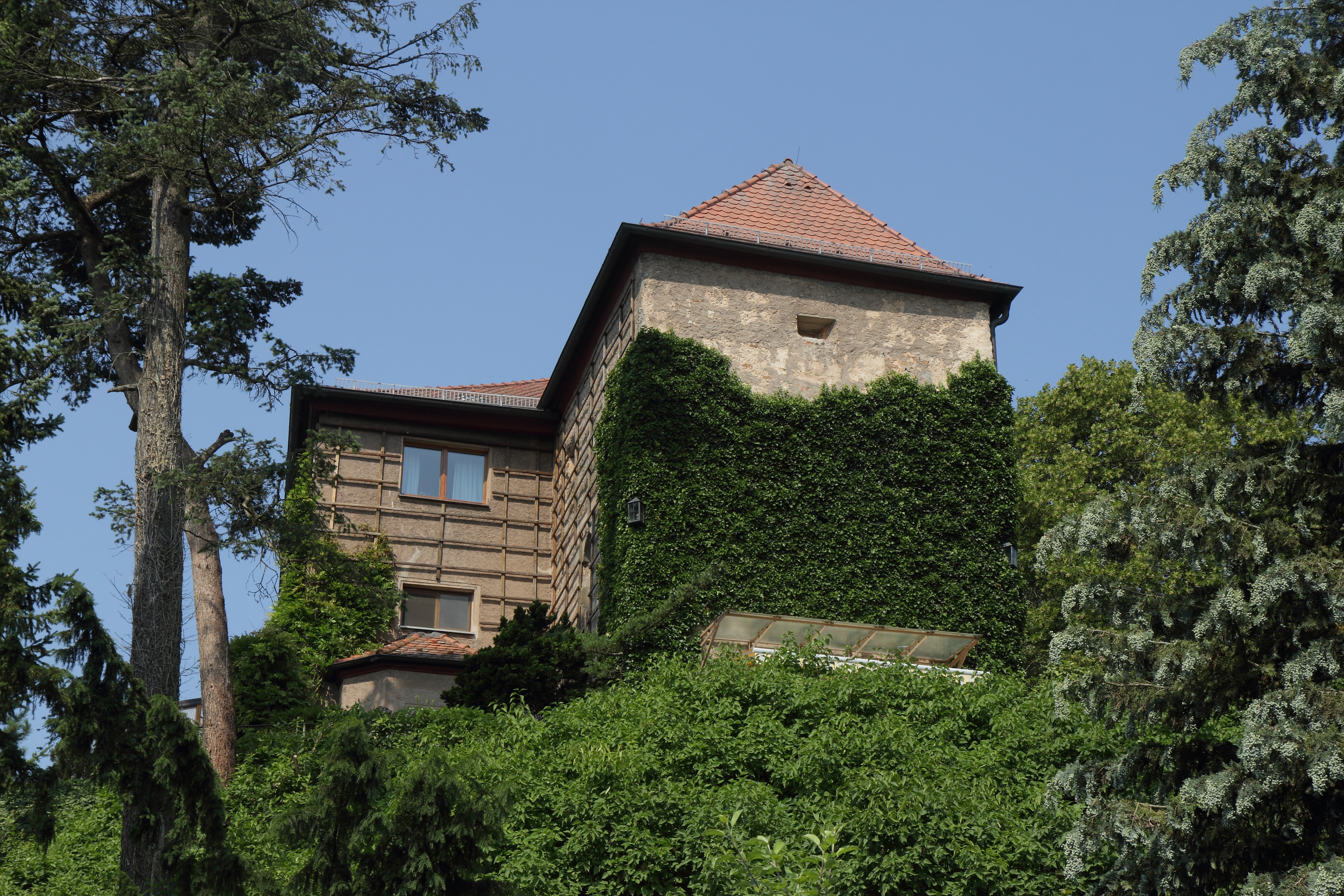
Burg Stauf (Thalmässing)
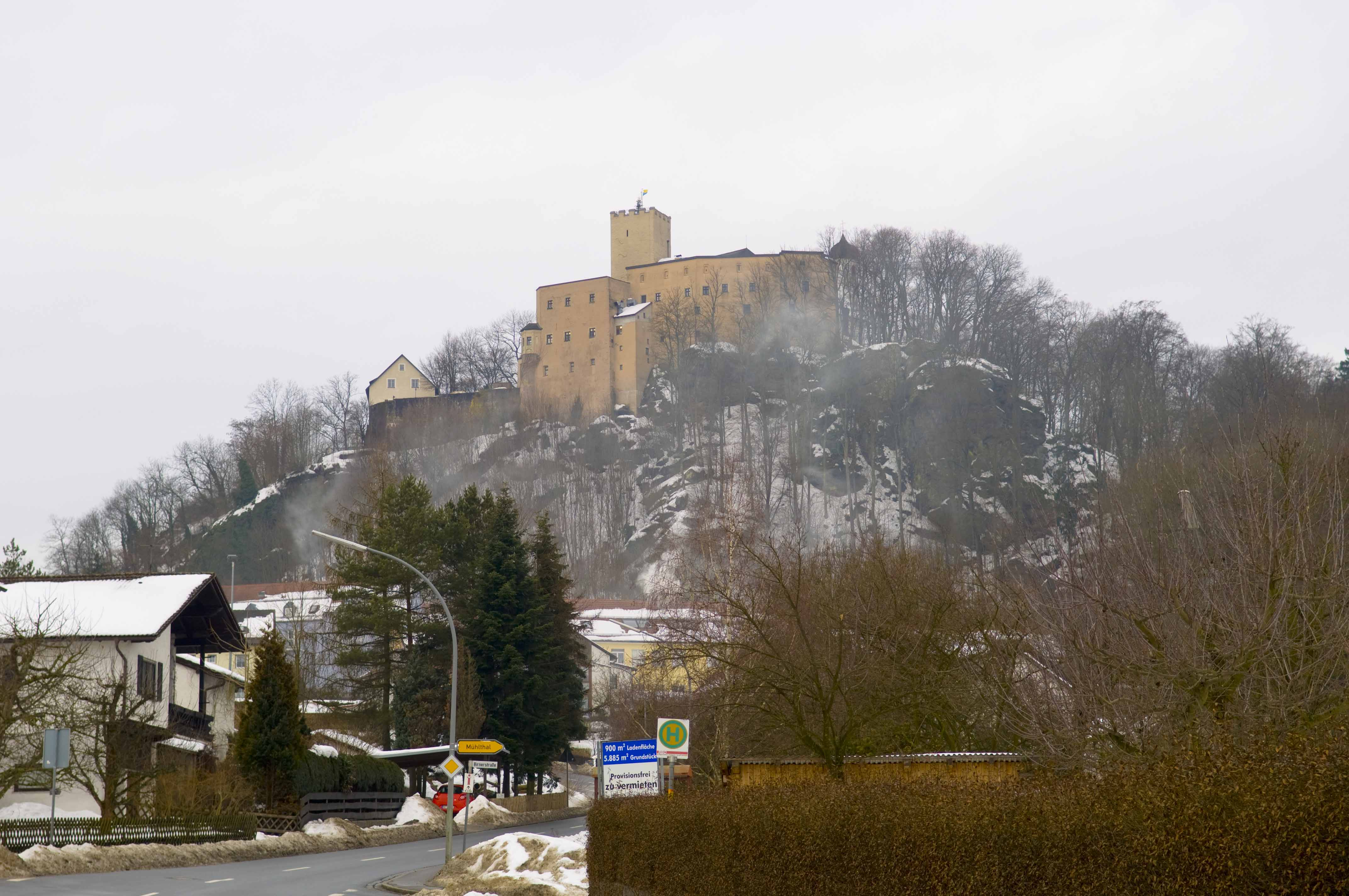
Burg Falkenstein, Oberpfalz
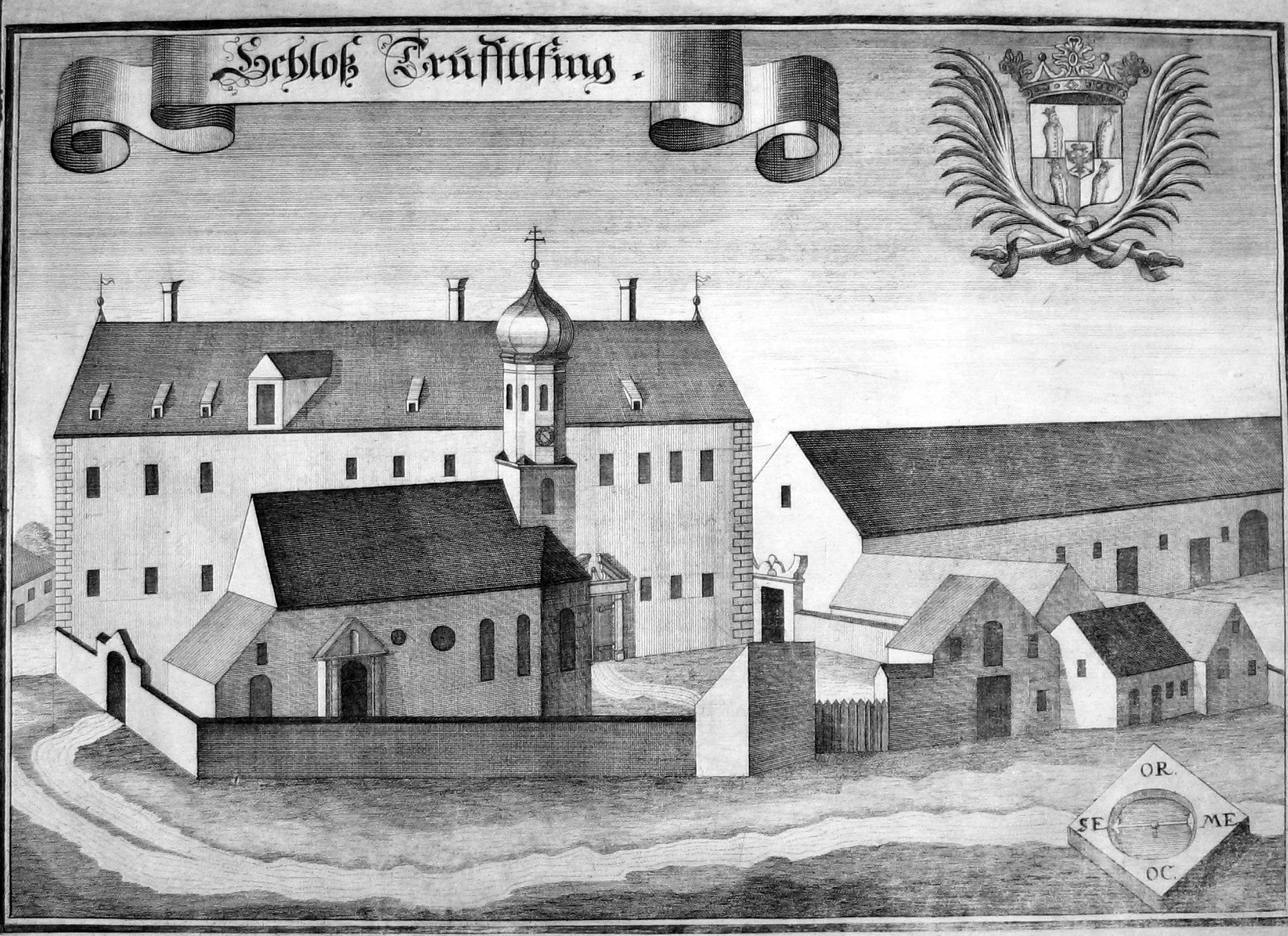
Schloss Triftlfing, Landkreis Regensburg nach einem Stich von Michael Wening
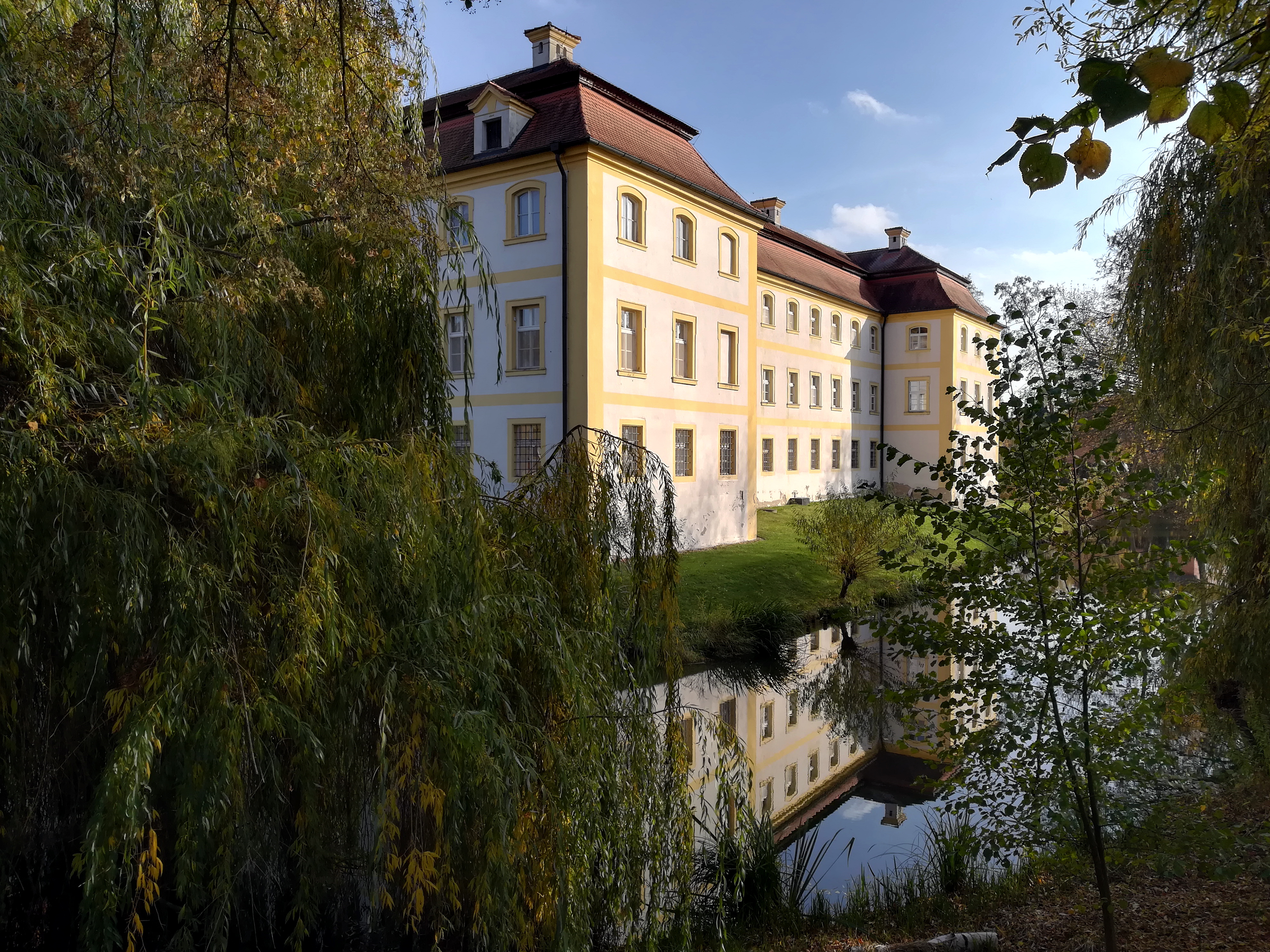
Wasserschloss Köfering
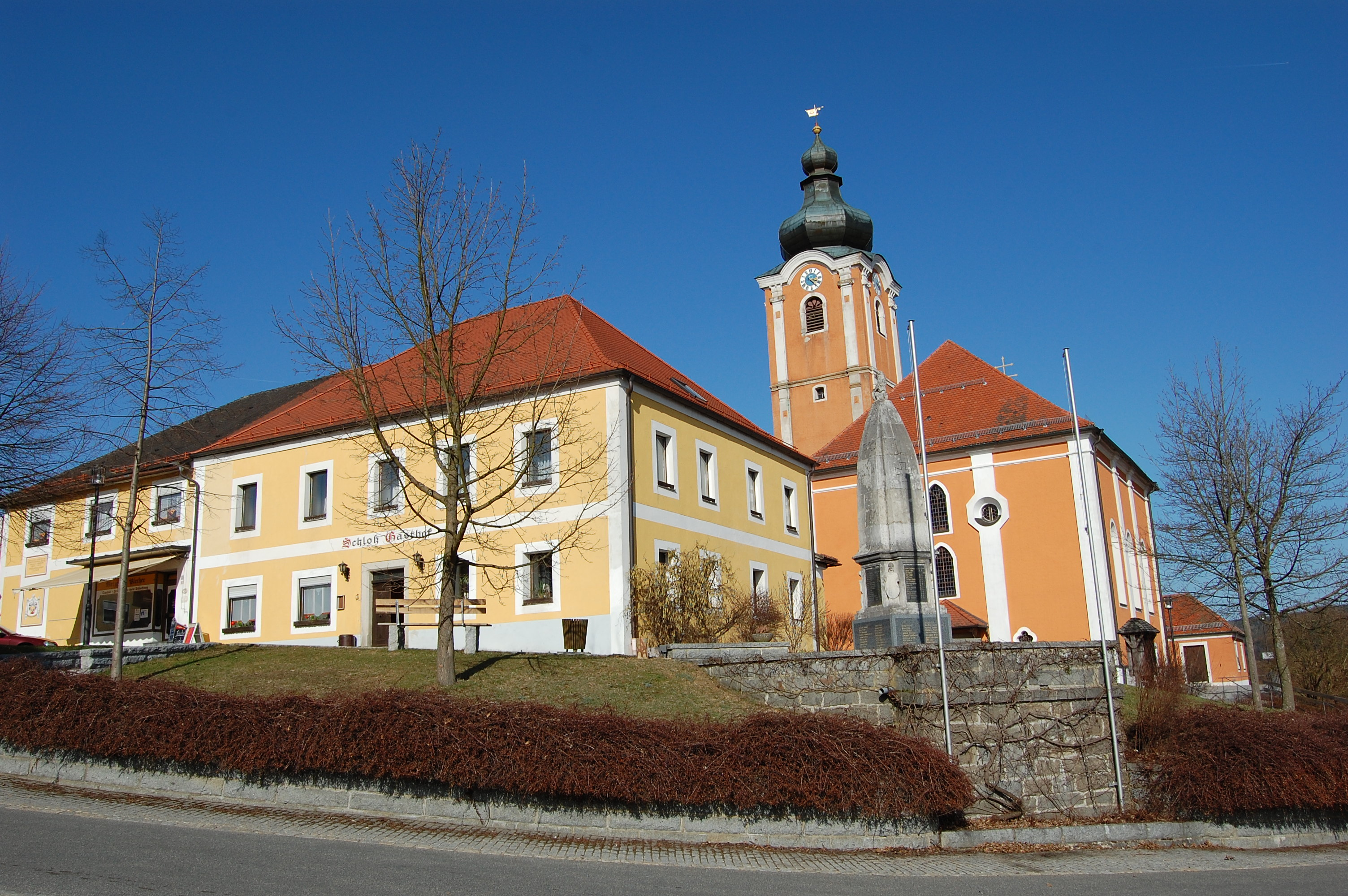
Schloss Dieterskirchen

## Berühmte Familienmitglieder
- Argula von Stauff, * um 1492; † vermutlich um 1554, protestantische Publizistin

## Wappen
- Das Stammwappen der Stauffer ist von Silber über Blau geteilt. Auf dem Helm mit blau-silbernen Helmdecken ein gold bekrönter, blau gestulpter silberner Spitzhut, oben mit silbernem Federbusch besteckt.[5]
- Das Wappen der Ehrenfelser zeigt in Rot sieben (3:3:1) silberne Wecken. Auf dem Helm mit rot-silbernen Helmdecken ein silbern gestulpter, gekrönter roter Spitzhut, oben mit drei silbernen Straußenfedern besteckt.
- Die Stauffer zu Ehrenfels führten die Wappen beider Geschlechter vereint in einem gevierten Wappenschild, mit beiden Helmzieren darüber. Die Helmdecken entsprechend rechts blau-silbern und links rot-silbern.

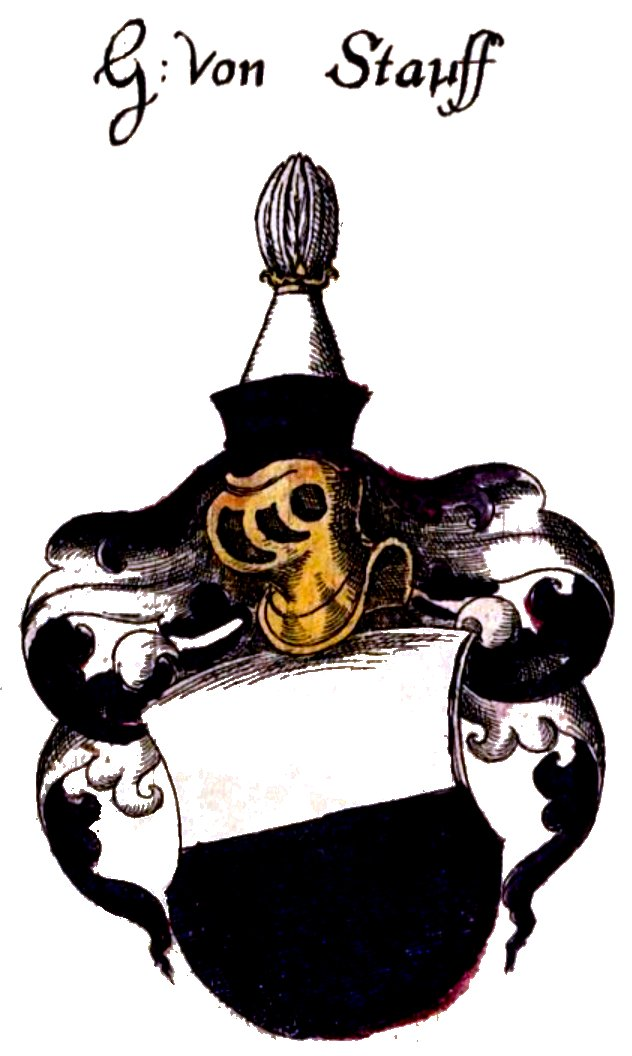
Stammwappen derer von Stauff
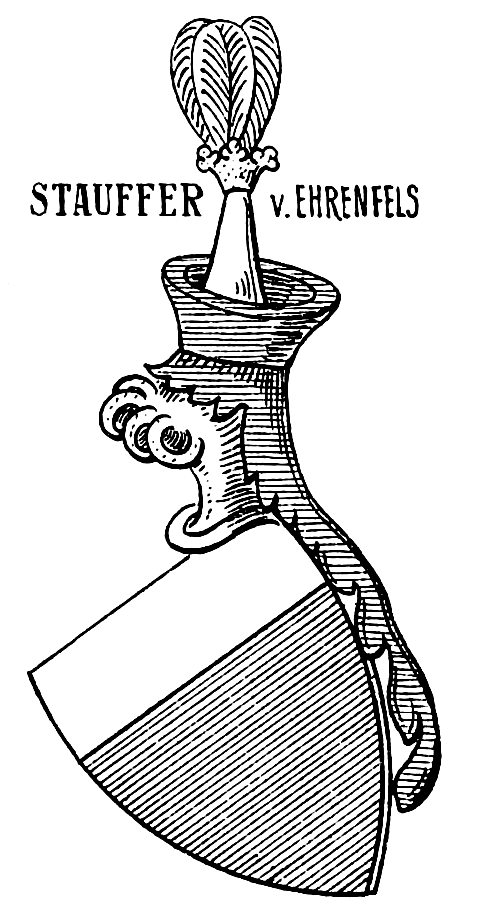
Stammwappen der Stauffer von Ehrenfels
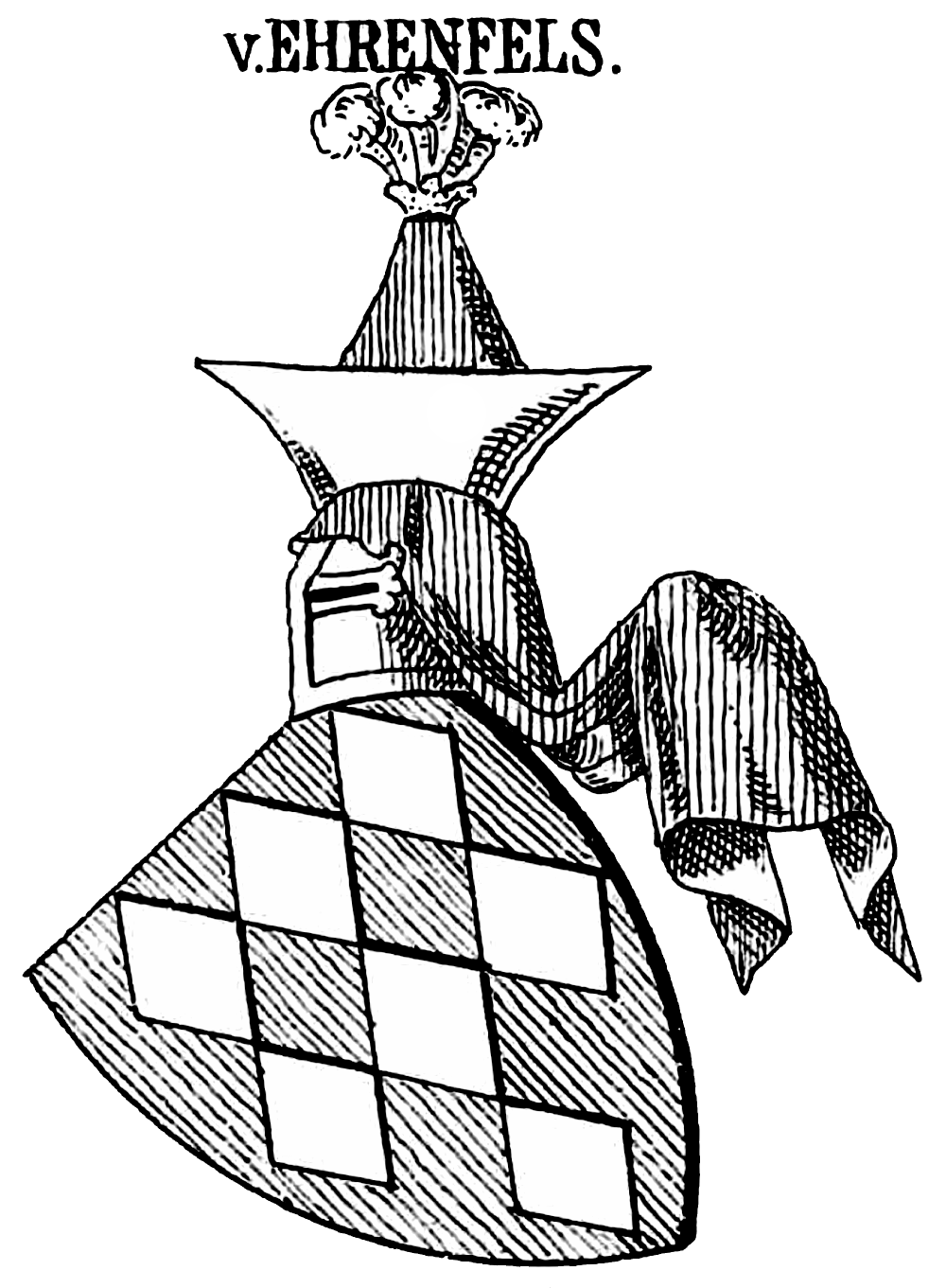
Wappen der Ehrenfelser
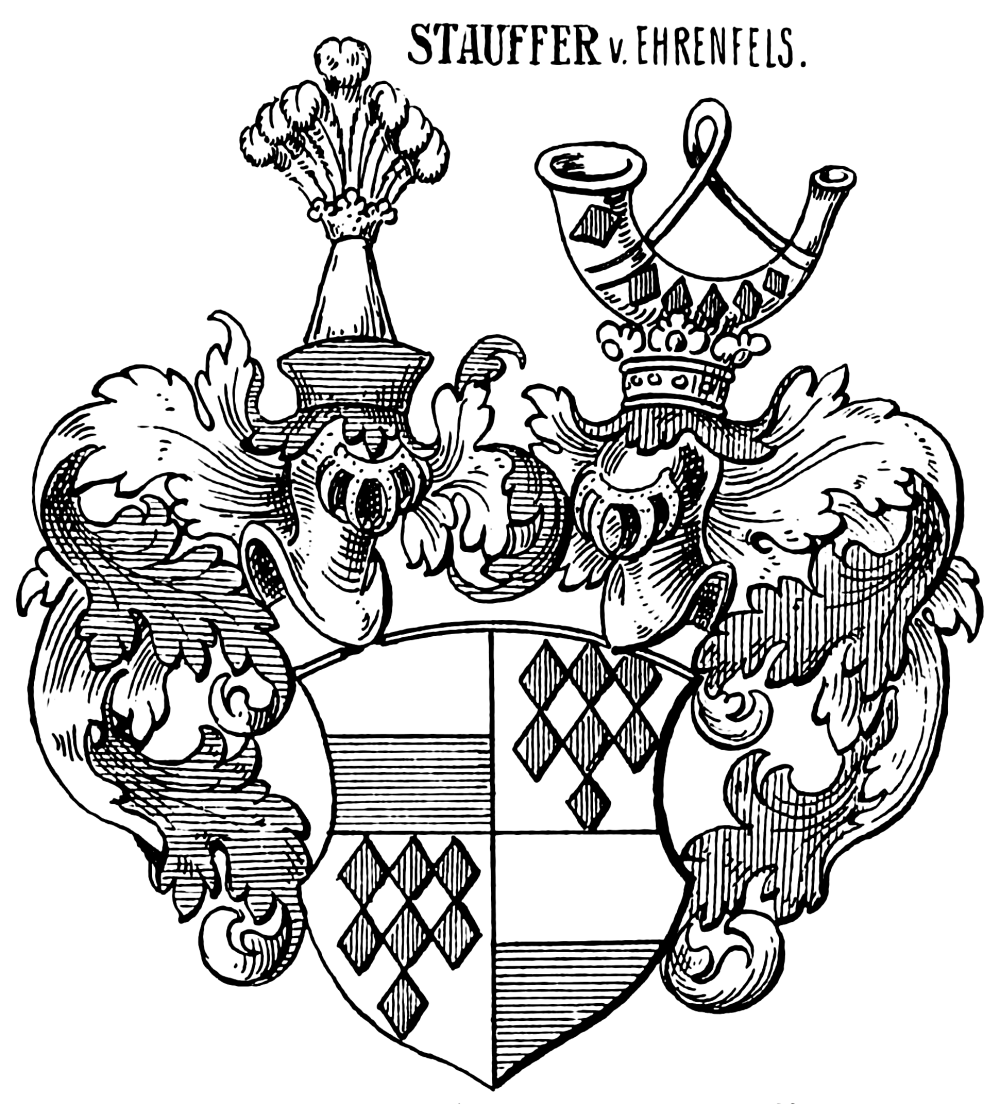
Reichsfreiherrenwappen der Stauffer von Ehrenfels
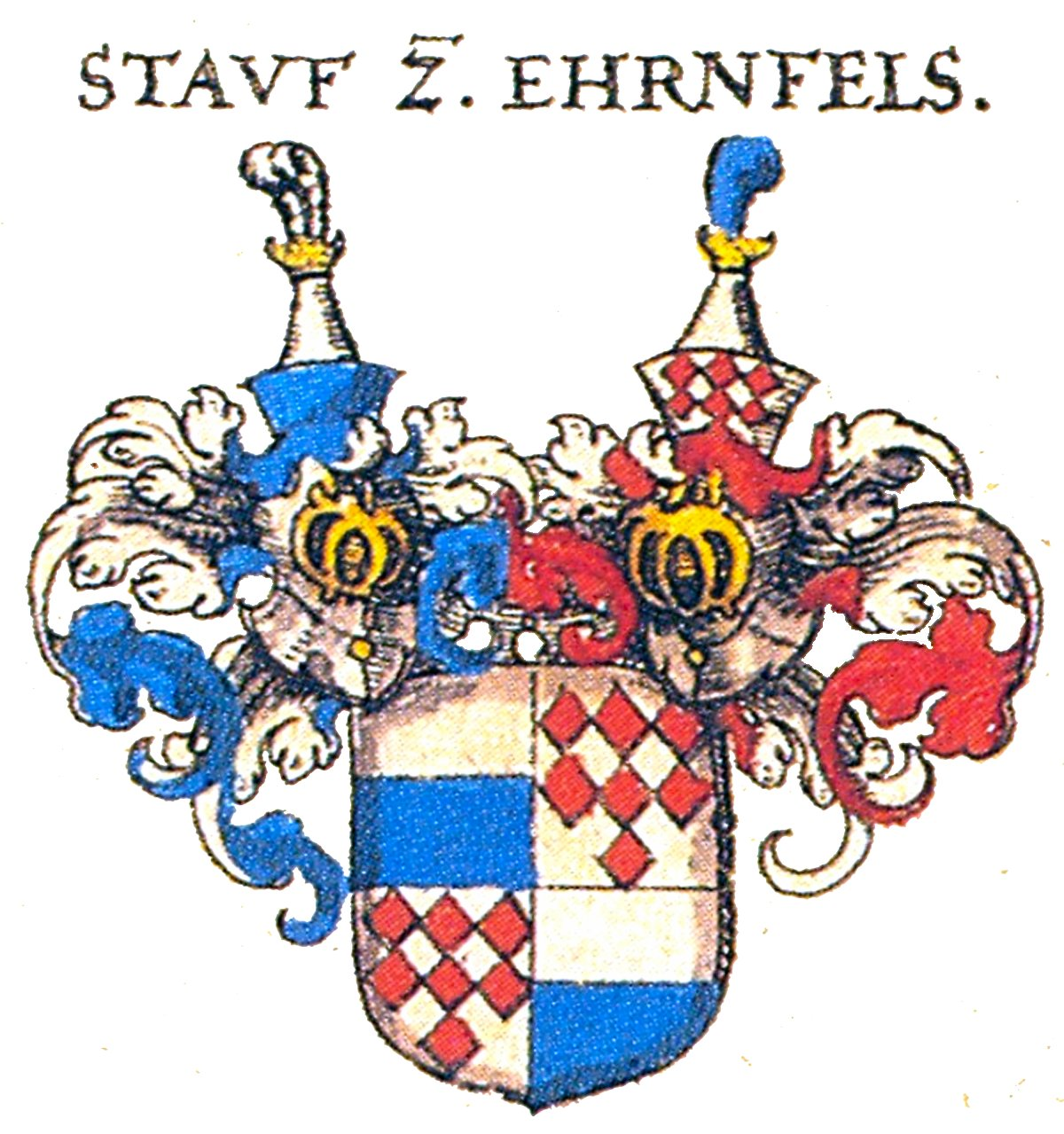
Reichsfreiherrenwappen Stauff zu Ehrenfels in Johann Siebmachers Wappenbuch von 1605

## Stammliste
Es gibt mehrere Versuche der Zusammenstellung einer Stammtafel der Stauf(f) zu Ehrenfels (ernfels). Hier wird auf die Stammtafel von Schwennicke, 1995, Tafeln 88 und 89 Bezug genommen.
- Heinrich von Stauff, 1138–1147
  - Konrad, Ministerialer der Regensburg Kirche, 1150 und um 1160
  - Ulrich, um 1160
  - Heinrich, um 1160/1163
    - Hermann I. von Stauf, 1206
      - Heinrich, 1248, Domkustos zu Eichstätt
      - Konrad, 1229
        - Ulrich I., 1264, 1267
          - Ulrich II., 1297 zu Burg Schaunstein
            - Ulrich III. von Puchperk zu Kallmünz, 1313/14; ⚭ (I.) Adelheid, † 1313/14, Witwe des Friedrich Rordorffer, ⚭ (II.) 1. September 1314 Margareta

        - Hermann II., 1275 ministerialis imperii, 1276 zu Burg Stauf, 1265/88, † 1295; ⚭ Getrud, testiert am 14. Januar 1295
        - Hermann d. J., 1292
        - Konrad, 1292/1329, 1301/20, 1320 Domdekan zu Eichstätt
        - Gottfried, 1292
        - Agnes, 1292, Nonne im Kloster Seligenporten
        - Elisabeth, 1292, Nonne im Kloster Seligenporten
        - Heinrich, 1295
        - Hermann III. d. Ä., 1270/93; ⚭ Adelheid von Wildenstein, 1272/97, Tochter von Dietrich I. von Wildenstein
          - Hermann 1333/56, 1333/34, 1356, Domscholasticus, 1351 Domherr von Eichstätt
          - Dietrich I., Stauffer von Ehrenfels, 1335, † nach 1343; ⚭ N.N., Tochter des Friedrich Mautner von Burghausen
            - Ulrich IV., 1384/1411
            - Wilhelm I., 1388; † 1390 zu Regensburg
            - Dietrich II., 1378 Vizedom zu Sulzbach, 1390 Herzoglicher Rat, 1352/90; ⚭ Elisabeth von Parsberg zu Lupburg
              - Parzifal, 1400
              - Hans I., 1417, Pfleger zu Laaber, 1400/27
                - Barbara; ⚭ Hans I. von Egolfsham

              - Dietrich III., 1387, Marschall in Bayern, Pfleger von Ingolstadt, 1393/95 herzoglicher Rat, 1403 Pfleger zum Stein, 1411 Pfleger zum Falkenstein, 1380/1411; †1417 ⚭ Praxedis von Parsberg (heiratet nach 1417 Hintschik Pflug v. Rabenstein --> Sohn Sebastian;†1492 --> Tochter Elisabeth; siehe Hieronymus!)
                - Dietrich IV., 1427 zu Köfering, 1432 Markt Beratzhausen, 1417/21 Pfleger zu Wörth, 1423/28 Pfleger zum Falkenstein, 1429/38 Herzoglicher Rat, 1430 Kaiserlicher Rat, 1449/67 Vizedom in Niederbayern, 140/61 Herzoglicher Hofrichter, † 14. April 1470; ⚭ Kunigunde von Wolfstein, 1423/54, † 1465, Tochter von Albert III. von Wolfstein zu Sulzbürg
                - Hans II., Reichsritter, 1426/39, Pfleger zu Kelheim, 1431 Pfleger zu Landau, 1435 Pfleger zu Überhaus bei Passau, 1437 Pfleger zu Laaber, 1446 Landrichter zu Hirschberg;(†1478?) ⚭ Elisabeth
                - Wilhelm II., 20. März 1465 Freiherr von Ehrenfels, † nach 1483; ⚭ vermutlich Elisabeth von Fraunhofen, Tochter des Tesarus
                - Albrecht II., 1456/60 Herzoglicher Rat, 1432/67
                - Beatrix; ⚭ Ulrich von Laaber
                - Margareta I.; ⚭ (I.) Erasmus von Seyboltstorff, 1413; ⚭ (II.) 1432 Wilhelm von Fraunhofen
                - Anna 1405; ⚭ Friedrich von Aufsess
                - Katharina; ⚭ Georg von Fraunhofen

Fortsetzung
- Dietrich IV. von Stauff zu Ehrenfels, † 14. April 1470
  - Dietrich, 1452
  - Anna; ⚭ Georg von Laiming zu Amering
  - Albrecht III. zu Triftling, 1456/63 oberbayerischer Rat, 1456/93; ⚭ Margareta von Senckendorf, † 7. April 1474, begraben zu Kloster St. Emmeram
    - Ulrich VI. zu Alkofen, 1484, verm. 1471, † 1506; ⚭ Anna Nothafft, Tochter des Heinrich Nothafft zu Wernberg
      - Elisabeth; ⚭ Georg von Ehingen

    - Elsbeth, 1485, † 1526; ⚭ Sigmund von Sattelbogen zu Geltofing, † Überaltaich 11. November 1537, ultimus familiae

  - Ulrich V. zu Sünching, 1466/68 oberbayerischer Rat, † 1472; ⚭ Klara Hofer von Lobenstein, Tochter von Degenhard Hofer und der Margareta von Fraunberg
  - Hans (Johann) III. von Stauff, Herr zu Ehrenfels und 1454 Köfering, 1458/72 Herzoglicher Rat, 1466/77 Vizedom zu Straubing, 1479/88 Pfleger zu Falkenstein, † nach 1477; ⚭ Margaretha Schenk von Geyern, 1485
    - Regina; ⚭ Georg Nothafft von Wernberg
    - Ehrentraut, † 1527, begraben in Straubing; ⚭ N. von Seyboltstorff
    - Hieronymus, 1500 zu Triftling, 1514 zu Falkenstein, 1514 herzoglicher Rat und Hofmeister, Mitglied im Löwlerbund, † geköpft 8. April 1516, begraben in Beratzhausen;
⚭ Elisabeth Pflug von Rabenstein 1485, Tochter des Sebastian, herzoglicher Pfleger zu Cham und Wörth,
⚭ Hedwig Freiin von Rozmital
      - Barbara, † 1555; ⚭ 14. Mai 1515 Johann VI. von Törring zu Jettenbach, † 20. Januar 1555, begraben in Oberalting bei München
      - Margareta; ⚭ (I.) Burian Graf von Guttenstein; ⚭ (II.) Wilhelm von Paulsdorf; ⚭ (III.) Sebastian von Seyboltstorff
      - Sidonia; Kanonissin in Obermünster (ausgetreten); ⚭ 1525 Georg von Parsberg zu Lupburg (†1552)
      - Herzeland; ⚭ Joachim von Stauff, Freiherr zu Erenfels, † nach 14. Oktober 1568
      - Theodosia, 1516, geistl.
      - Sibilla, 1529; ⚭ Wilhelm von Trennbach zu Waldburg, Pfleger zu Neu-Ötting
      - Hans Ruprecht von Stauff zu Köfering, 1514/26 zu Falkenstein, 1542 zu Beratzhausen; † 1549 ⚭ Anna von Köfering, lutherisch
        - Johann (Hans) Bernhard von Stauff zu Dieterskirchen, 1567/68 Herr auf Ehrenfels, (verkauft), 1583 zu Mausheim, † 11. März 1598, begraben in Beratzhausen; ultimus familiae
⚭ (I.) Rosina von Nussberg, Tochter des Georg von Nußberg, Tochter des Georg, Pfleger zu Kötzting, † 1579 (ohne Kinder);
⚭ (II.) Luzia von Tanndorf, Tochter des Jobst Wilhelm Dondorfer von Forchtenberg auf Karlstein, Witwe des Florian von Seyboltsdorf
          - Susanna auf dem Karlstein, † 1613; ⚭ 1593 Albrecht IV. von Wildenstein zu Wildenstein und Strahlenfels, lutherisch † im Exil in Ermreut/Oberfranken 21. September 1629

    - Bernardin I. d. Ä., 1508 Herrschaft Schönberg, 1480/89 Vizedom in Niederbayern, 1485/1502 herzoglicher Rat, 1489 Mitglied des Löwlerbundes, 1506 Hauptmann zu Landshut, † 1509; ⚭ vor 22. Juni 1486 (Kontrakt vom 24. Juni 1486) Katharina von Törring, Tochter von Georg IV. zu Jettenbach, † 1509 (beide innerhalb von fünf Tagen verstorben an der Pest)
      - Bernardin II. d. J., 1503 immatrikuliert in Tübingen, 1508 Herr zu Ehrenfels und Beratzhausen, 1506/14 Vizedom zu Landshut, 1521 lutherisch, † 16. November 1542, begraben in Beratzhausen; ⚭ Anna Schlick, Witwe des Gramaflanz von Stauff, Freiherr zu Ehrnfels, Tochter von Niklas Schlick, Graf von Passau und Weiskirchen
      - Gramaflenz von Stauff zu Köfering, 1510, † 30. September 1541, begraben in Köfering;
⚭ Anna Gräfin von Schlick, Tochter von Niklas Schlick Graf von Passaun und Weiskirchen,
(II.) ⚭ Bernardin II von Stauff zu Ehrenfeld
      - Feraris, 1510, † 1521
      - Marcellus, 1519, † 1525 im Bauernkrieg bei Salzburg
      - Zormaria, † 1521, begraben in Beratzhausen
      - Sekundilla, † nach 16. Juli 1549; ⚭ 1521 Viktorin Schlick Graf von Passau und Weiskirchen
      - Argula von Stauff, * 1492; † 1554 in Zeulitzheim;
⚭ (I.) 1515 Friedrich von Grumbach zu Lenting, † 1529,
⚭ (II.) 1533 N.N., Graf von Schlick, † 1535
        -           - (I.) Georg, † 1539
          - (I.) Hans Georg, † 1543
          - (I.) Appolonia, † 1539
          - (I.) Gottfried

    - Hans IV., Reichsritter zu Sünching, 1477/91, † verm. 1506; ⚭ 1477, Klara Auer, † nach 1506, Tochter von Christoph Auer und Hildegard von Freyberg
      - Joachim, Vetter von Hans Ruprecht und Enkel von Ulrich, 1507 immatrikuliert in Ingolstadt, 1538/47 zu Triftling, 1545 zu Sünching, 1519 Pfleger zu Donaustauf, † nach 1568; ⚭ (nach 1552) Sidonia von Stauf, Tochter des Hieronymus von Stauff, Freiherr zu Ehrenfels, Witwe des Georg von Parsberg zu Lupburg (†1552)
        - Tochter, † 14. November 1542; ⚭ Hieronymus von Berwang
        - Anna, † 12. März 1585; ⚭ Hans von Loiblfing zum Hauzenstein und Sallern, Landmarschall von Neuburg, † 14. November 1577
        - Dorothe; ⚭ 1542 Burkhard von Stinglheim
        - Susanna; † nach 1565; ⚭ Nicklas Schlick Graf von Passaun und Weiskirchen, † 1585
        - Margaretha; ⚭ verm. 1558 Michael von Egloffstein
        - Degenhart, 1567 Herr zu Ernfels zu Sünching, lutherisch, † in Regensburg 15. Oktober 1567; ⚭ 1550 Susanna von Freyberg, lutherisch, Tochter des Wolf zu Wickhausen, † verm. 1550
          - Anna Maria, † 1591; ⚭ in Linz/Donau 14. November 1574 Johann Bernhard von Losenstein, † in Linz 7. Dezember 1589